# René Wiener
René Wiener (Nancy, 1º gennaio 1855 – Nancy, 2 agosto 1939) è stato un artista francese, rilegatore di libri d'arte, bibliofilo, editore e collezionista associato al movimento artistico denominato scuola di Nancy.

## Biografia
René Wiener proveniva da una famiglia di rilegatori proveniente da Praga e trasferitasi in Lorena nel XVIII secolo.Era figlio di Lucien Wiener, grande amante dell'arte, che era stato conservatore al Musée lorrain.
Nel 1939 donò allo stesso museo, la maggior parte della sua collezione.
Venne insignito dell'onorificenza di cavaliere della Légion d'honneur il 31 luglio 1934.

## Opere
- René Wiener ed Emile Nicolas, Notice historique de la Société lorraine des Amis des arts, Ed.du Pays Lorrain (Nancy), 1933, 36 p.